# Ichthyomys stolzmanni
Ichthyomys stolzmanni là một loài động vật có vú trong họ Cricetidae, bộ Gặm nhấm. Loài này được Thomas mô tả năm 1893.